# Tråvad
Tråvad är en tätort i Vara kommun och kyrkbyn i Tråvads socken i Västergötland.
I orten ligger Tråvads kyrka.
I Tråvad finns bland annat Ranaverken.

## Befolkningsutveckling
| Befolkningsutvecklingen i Tråvad 1960–2020 | Befolkningsutvecklingen i Tråvad 1960–2020 | Befolkningsutvecklingen i Tråvad 1960–2020 | Befolkningsutvecklingen i Tråvad 1960–2020 | Befolkningsutvecklingen i Tråvad 1960–2020 |
| ------------------------------------------ | ------------------------------------------ | ------------------------------------------ | ------------------------------------------ | ------------------------------------------ |
|                                            |                                            |                                            |                                            |                                            |
| År                                         |                                            |                                            | Folkmängd                                  | Areal (ha)                                 |
| 1960                                       | 1960                                       |                                            | 417                                        |                                            |
| 1965                                       | 1965                                       |                                            | 410                                        |                                            |
| 1970                                       | 1970                                       |                                            | 455                                        |                                            |
| 1975                                       | 1975                                       |                                            | 502                                        |                                            |
| 1980                                       | 1980                                       |                                            | 538                                        |                                            |
| 1990                                       | 1990                                       |                                            | 519                                        | 74                                         |
| 1995                                       | 1995                                       |                                            | 498                                        | 74                                         |
| 2000                                       | 2000                                       |                                            | 463                                        | 74                                         |
| 2005                                       | 2005                                       |                                            | 468                                        | 74                                         |
| 2010                                       | 2010                                       |                                            | 448                                        | 74                                         |
| 2015                                       | 2015                                       |                                            | 451                                        | 88                                         |
| 2020                                       | 2020                                       |                                            | 477                                        | 94                                         |
|                                            |                                            |                                            |                                            |                                            |